# Сара Джодойн Ді Марія
Сара Джодойн Ді Марія (англ. Sarah Jodoin Di Maria, 3 січня 2000) — італійська стрибунка у воду канадського походження.
Учасниця Олімпійських Ігор 2020 року, де в стрибках з 10-метрової вишки посіла 14-те місце.